# Janowo (Sorkwity)
Janowo (deutsch Janowen, 1928 bis 1945 Heinrichsdorf) ist ein Ortsteil von Jędrychowo in der polnischen Woiwodschaft Ermland-Masuren und gehört zur Landgemeinde Sorkwity (deutsch Sorquitten) im Powiat Mrągowski (Kreis Sensburg).

## Geographische Lage
Janowo liegt am Westufer des Janowensees (auch: Schanzensee, polnisch Jezioro Janowskie) inmitten der Woiwodschaft Ermland-Masuren, acht Kilometer südwestlich der Kreisstadt Mrągowo (deutsch Sensburg).

## Geschichte
Das vor 1785 Jannowen und bis 1928 Janowen genannte Dorf wurde 1785 als ein „adliges Dorf mit neun Feuerstellen“ erwähnt. 1874 wurde es in den neu errichteten Amtsbezirk Sorquitten (polnisch Sorkwity) eingegliedert, der zum Kreis Sensburg im Regierungsbezirk Gumbinnen (1905 bis 1945: Regierungsbezirk Allenstein) in der preußischen Provinz Ostpreußen gehörte.
Im Jahre 1905 zählte Janowen 119 Einwohner in 21 Häusern. Aufgrund der Bestimmungen des Versailler Vertrags stimmte die Bevölkerung im Abstimmungsgebiet Allenstein, zu dem Janowen gehörte, am 11. Juli 1920 über die weitere staatliche Zugehörigkeit zu Ostpreußen (und damit zu Deutschland) oder den Anschluss an Polen ab. In Janowen stimmten 80 Einwohner für den Verbleib bei Ostpreußen, auf Polen entfielen keine Stimmen.
Am 30. September 1928 wurde der Gutsbezirk Heinrichshöfen (polnisch Jędrychowo) mit seinem Wohnplatz Rodowen (polnisch Rodowo) in die Landgemeinde Janowen eingemeindet, was für diese und den Ortsteil Rodowen die Umbenennung in „Heinrichsdorf“ bzw. in „Heinrichsdorf, Abbau“ bedeutete.
1945 kam Heinrichsdorf in Kriegsfolge zusammen mit dem gesamten südlichen Ostpreußen zu Polen und erhielt die polnische Namensform „Janowo“. Heute ist Janowo ein „część wsi“ zu Jędrychowo und somit ein Teil der Landgemeinde Sorkwity (Sorquitten) im Powiat Mrągowski (Kreis Sensburg), bis 1998 der Woiwodschaft Olsztyn, seither der Woiwodschaft Ermland-Masuren zugeordnet.

## Kirche
Bis 1945 war Janowen resp. Heinrichsdorf in die evangelische Kirche Sorquitten in der Kirchenprovinz Ostpreußen der Kirche der Altpreußischen Union sowie in die katholische Kirche St. Adalbert in Sensburg im damaligen Bistum Ermland eingepfarrt.
Heute gehört Janowo zur evangelischen Pfarrei Sorkwity in der Diözese Masuren der Evangelisch-Augsburgischen Kirche in Polen, außerdem zur katholischen Pfarrei Sorkwity im jetzigen Erzbistum Ermland in der polnischen katholischen Kirche.

## Verkehr
Janowo liegt südlich der polnischen DK 16 (frühere deutsche Reichsstraße 127) an einer Nebenstraße, die bis nach Grabowo (Grabowen, 1938 bis 1945 Grabenhof) an der Woiwodschaftsstraße 600 führt. Ein Bahnanschluss besteht nicht.